# Neoscona punctigera
Neoscona adianta là một loài nhện trong họ Araneidae.
Loài này thuộc chi Neoscona. Neoscona punctigera được Carl Ludwig Doleschall miêu tả năm 1857.

## Hình ảnh

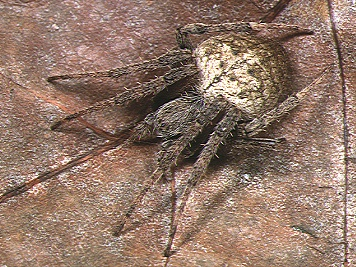
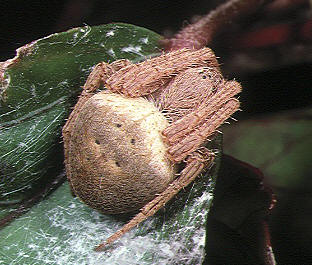
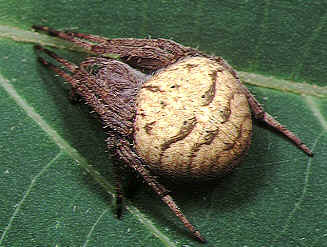
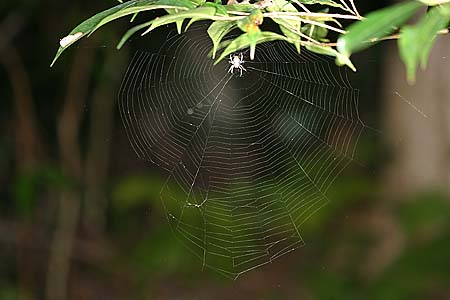